# Карбостанак
Карбостана́к (тадж. Карбостанак) — село у складі Хатлонської області Таджикистану. Входить до складу Даханського джамоату Кулобського району.
Село розташоване на річці Яхсу.
Назва означає одягнений в карбос, а карбос — це сорт тканини.
Населення — 116 осіб (2010; 116 в 2009).